# Хлібодаровка (Благоварський район)
Хлібода́ровка (рос. Хлебодаровка, башк. Хлебодаровка) — присілок у складі Благоварського району Башкортостану, Росія. Входить до складу Язиковської сільської ради.
Населення — 51 особа (2010; 53 в 2002).
Національний склад:
- росіяни — 53 %
- башкири — 36 %